# Bitwa nad Berezyną (1812)
Bitwa nad Berezyną – bitwa, która miała miejsce w dniach od 26 do 29 listopada 1812 nad rzeką Berezyną Dnieprową koło Borysowa.
Cofająca się spod Moskwy Wielka Armia cesarza Napoleona I została otoczona z trzech stron przez Rosjan – armie Kutuzowa, Wittgensteina i Cziczagowa. Napoleon I postanowił przeprawić się przez Berezynę pod Borysowem, gdzie znajdował się most. Jednak 21 listopada Rosjanie zdobyli Borysów i most, broniony przez 17. Dywizję generała Jana Henryka Dąbrowskiego, a wobec kontrataku zniszczony. Napoleon I postanowił przeprawić się w Studziance, o kilkanaście kilometrów na północ od Borysowa, gdzie saperzy francuscy generała Eblé (zmarł z wyziębienia wkrótce po odwrocie z Rosji) przy współudziale polskich znaleźli dogodny bród i zbudowali 26 listopada dwa mosty. Prace utrudniała nagła odwilż, która spowodowała załamanie się kry lodowej i wylanie rzeki. Napoleon I nie przewidział odwilży i w Orszy kazał zniszczyć jadące z armią pontony, a konie dać artylerii. Przez to budowa zamiast trwać pół dnia trwała 48 godzin.
28 listopada rozegrała się zacięta bitwa o utrzymanie przeprawy na obu brzegach Berezyny. Na lewym brzegu armia Wittgensteina szturmowała Studziankę, bronioną przez korpus Victora, po prawej admirał Cziczagow, który zorientował się, gdzie Francuzi zbudowali mosty, zaatakował pod Stachowem. Tutaj bitwa toczyła się cały dzień w wysokim sosnowym lesie, gdzie 9 tys. polskich żołnierzy pod dowództwem generałów Zajączka, Dąbrowskiego i Kniaziewicza utrzymało swoje stanowiska i przy stratach 3 tys. poległych odparło ataki Rosjan. Po zbudowanych mostach udało się przeprawić na drugi brzeg korpusowi Oudinota, de Beauharnais, Davouta, resztkom 5 Korpusu Polskiego i Neya.
29 listopada 1812 około godziny 9 rano na rozkaz cesarza Napoleona I podpalono mosty, po których nocą zdążył przejść marszałek Victor z resztką swojego korpusu. W ręce Rosjan wpadło około 10 tys. maruderów i rannych oraz olbrzymie łupy zrabowane w Moskwie. Widmo zagłady Wielkiej Armii zostało zażegnane dzięki talentowi Napoleona I, lecz sama sytuacja, w jakiej znaleźli się Francuzi była tragiczna. Zdolnych do noszenia broni było zaledwie kilka tysięcy żołnierzy, głównie grenadierów Starej Gwardii, oraz około 50 tys. maruderów, którzy podążali na Wilno, gdzie dziesięć dni później doszło do kolejnego przegranego starcia. Bitwa nad Berezyną wykazała niezwykłe męstwo i poświęcenie żołnierza francuskiego i polskiego. Mimo przewagi liczebnej Rosjanom nie udało się rozbić wycieńczonej i osłabionej odwrotem Wielkiej Armii.

## Galeria

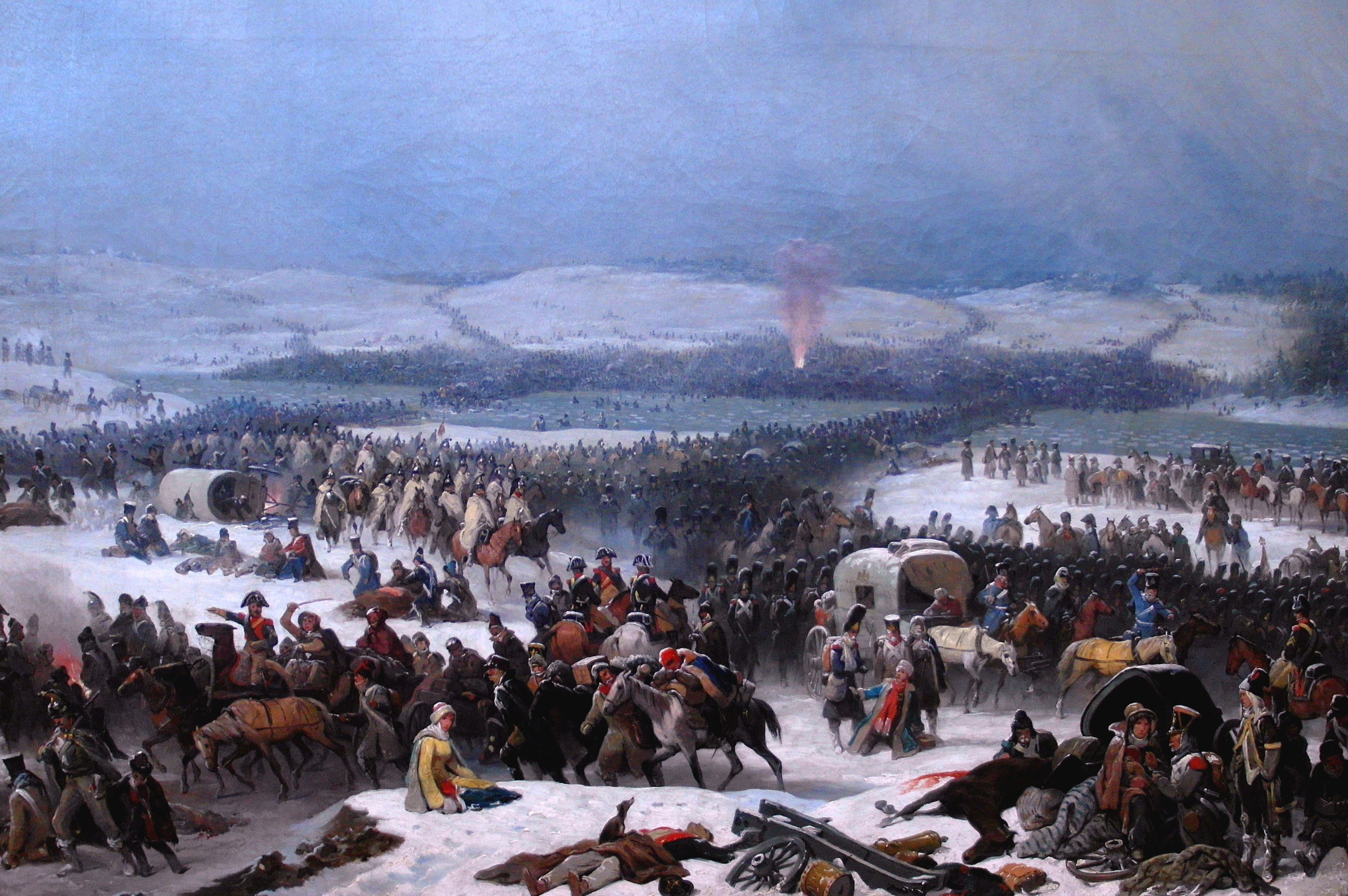
Przejście przez Berezynę obraz pędzla Januarego Suchodolskiego z ok. 1859 roku
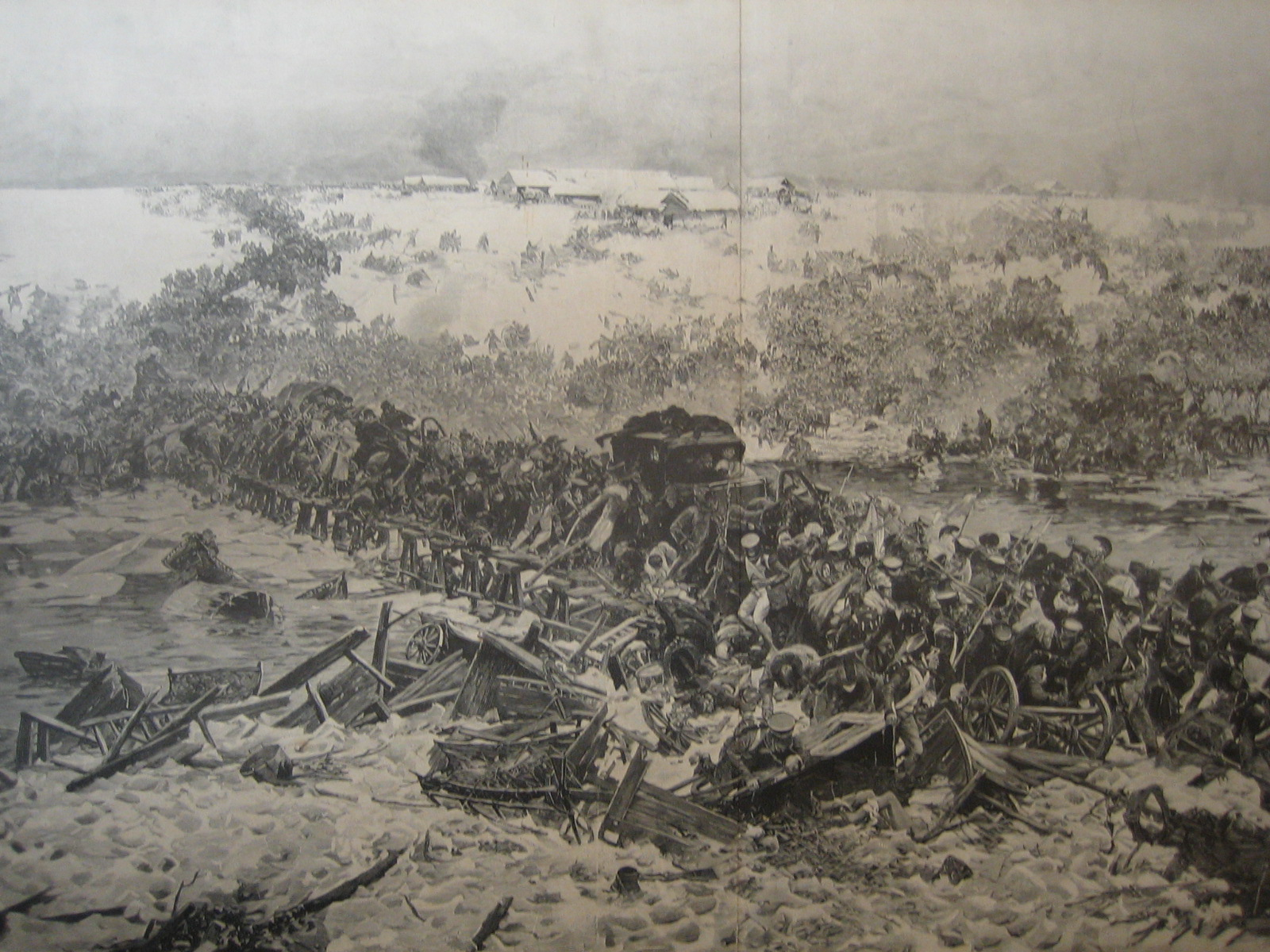
Odwrót spod Berezyny pędzla Juliana Fałata